# 于彭
彭（1916年9月9日—2019年9月14日），字仲芩，陕西三原人，国民党元老于右任之次子。金陵大学肄业后，于英国爱丁堡大学获硕士学位，后在哥伦比亚大学任国际关系研究员。曾任中华民国外交部美洲司专门委员。1956年3月，任中华民国驻秘鲁大使馆参事。1962年10月，任驻牙买加大使馆代办。1967年2月起，先后任外交部情报司副司长、简任秘书兼国外经济文化事务委员会执行秘书、研究设计委员会委员兼执行秘书、行政院参议等职。1971年7月，调任中华民国驻菲律宾大使馆公使。1976年1月，任外交部领事事务处处长。1980年1月起，担任中华民国驻洪都拉斯大使，自外交部退休後居住在華府近郊的安養中心。2014年將18件于右任早期寫的魏碑體書法墨寶捐給國立故宮博物院，2017年6月故宮展出3個月的「自然生姿態—于右任書法特展」；原本于彭也要來台出席開幕式，但卻因跌倒，改由于彭兒子于建中等家族成員出席
。2017年11月21日獲頒績優外交獎章。